# خط ۱۰ متروی مادرید
خط ۱۰ متروی مادرید (انگلیسی: Line 10) یکی از خطوط متروی مادرید است که در سال ۱۹۶۱ تأسیس شده و دارای ۳۱ ایستگاه و  ۳۶٫۵ کیلومتر طول است.

## نگارخانه

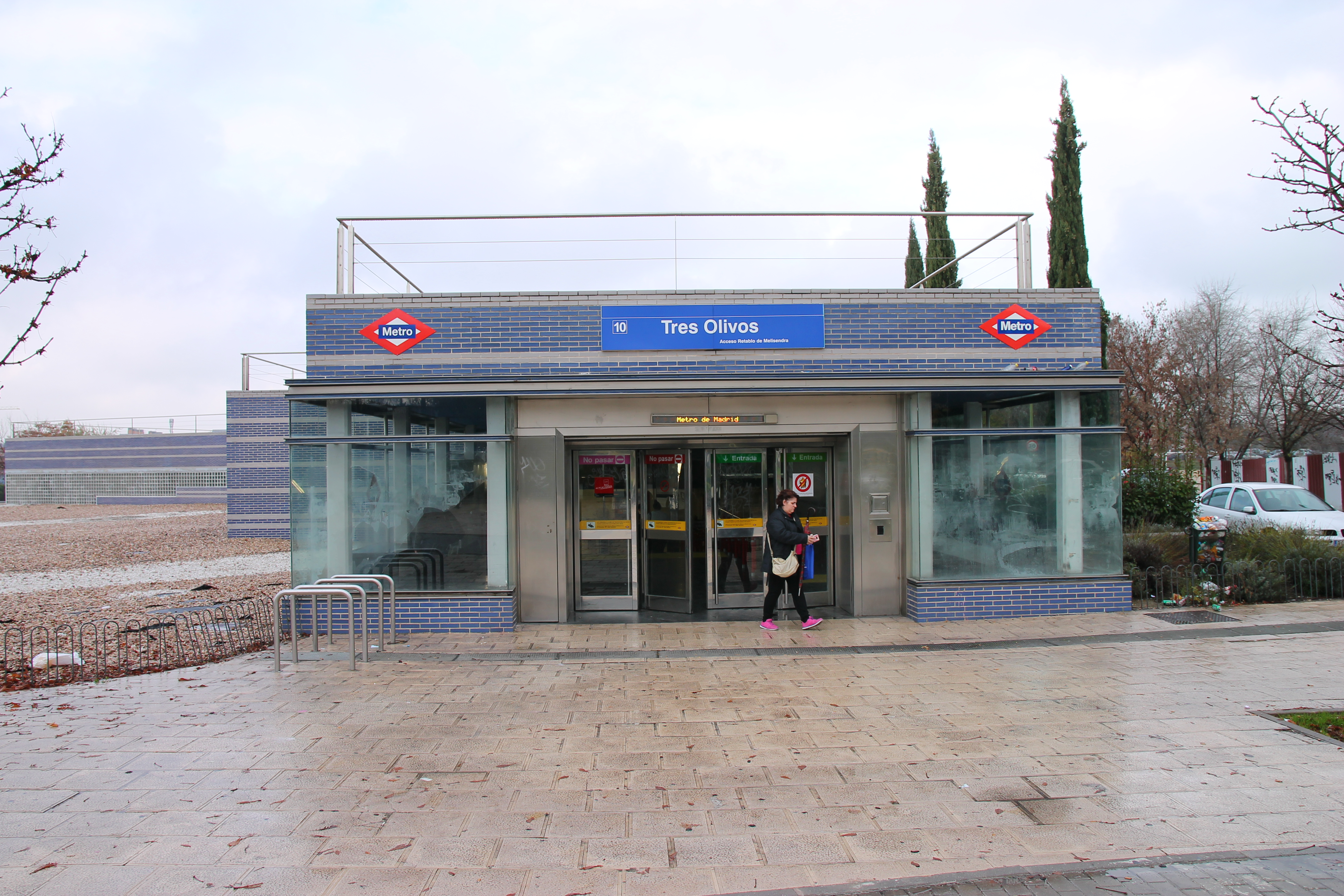
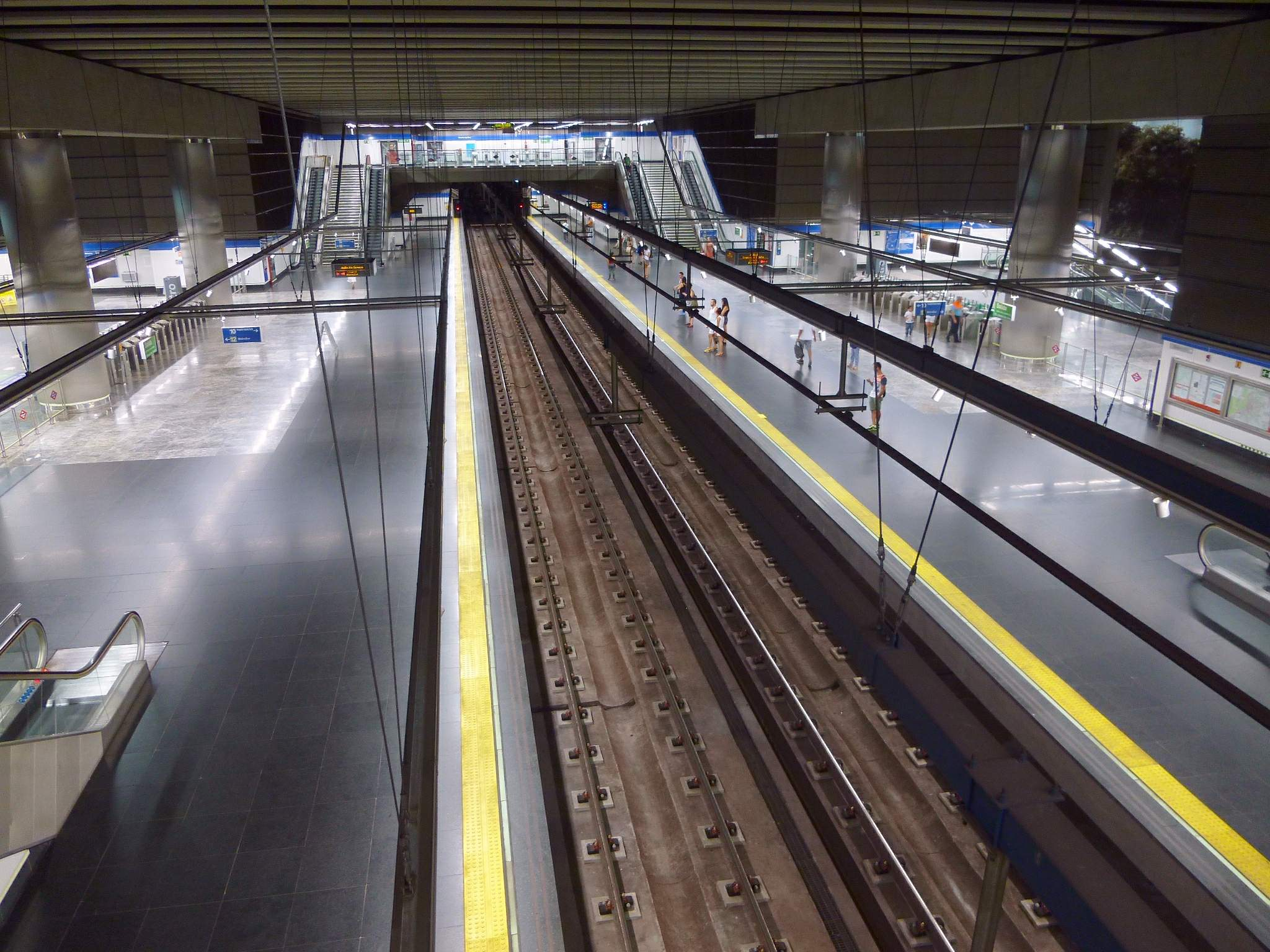
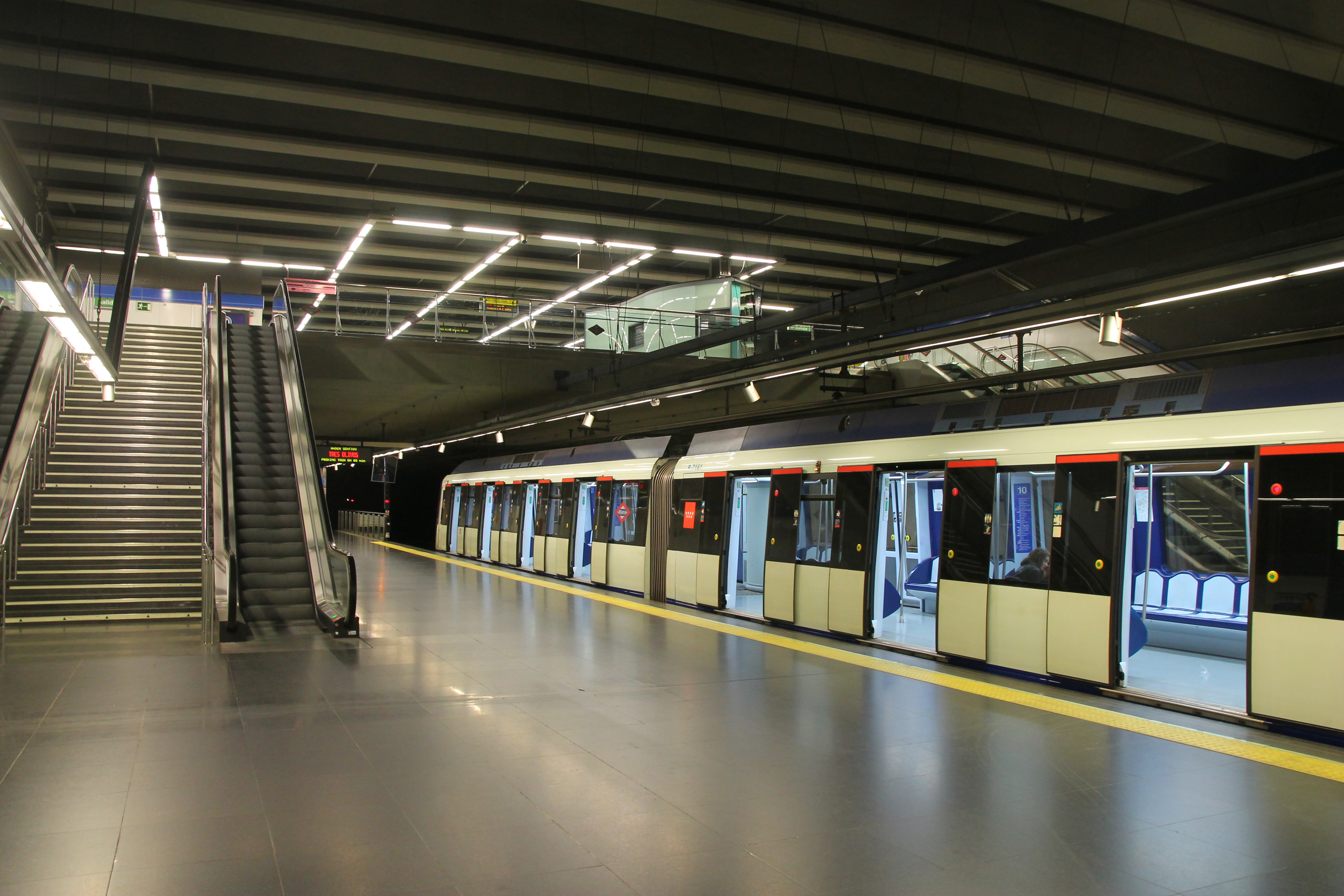
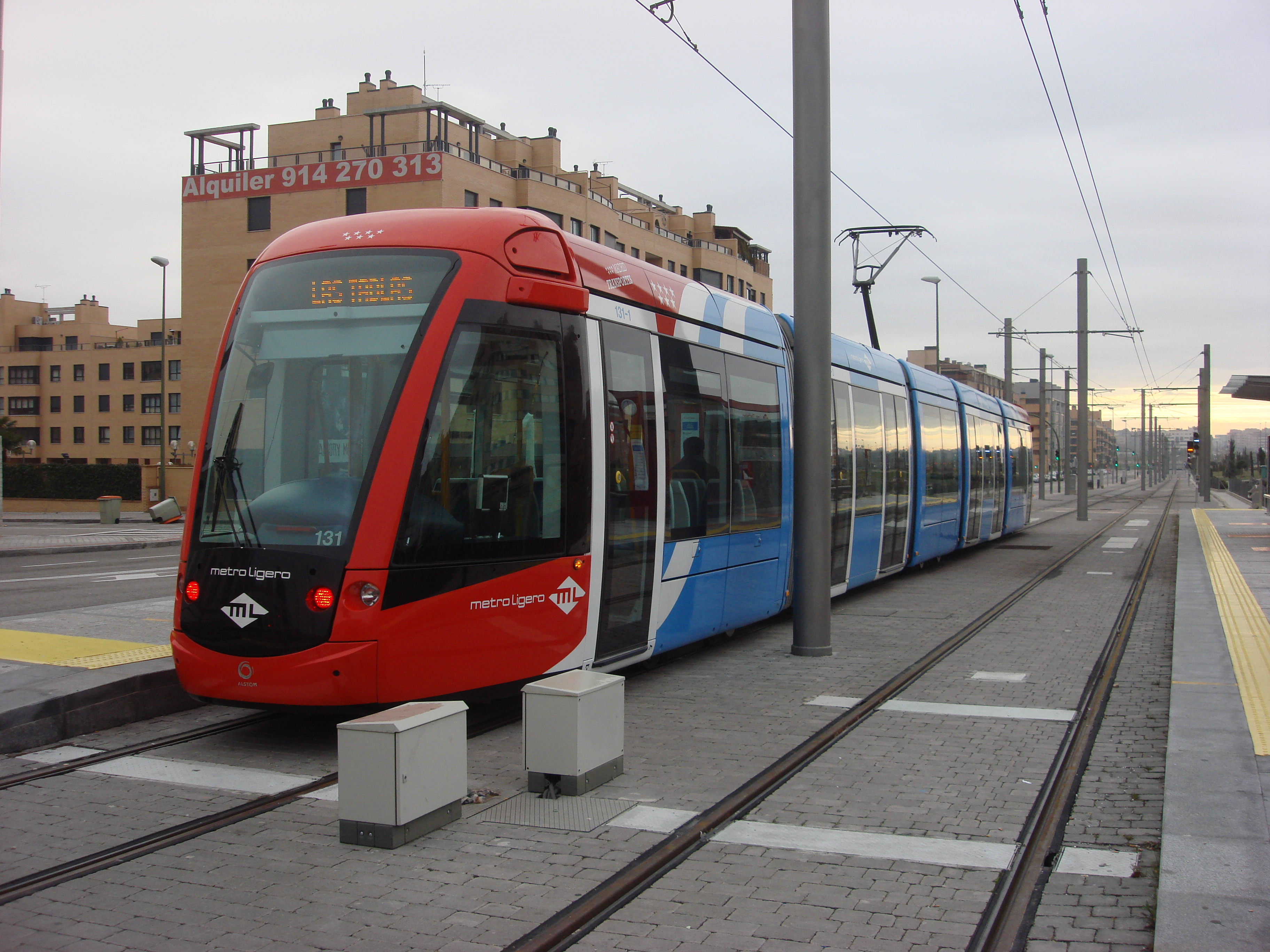